# Toppserien 2004
La Toppserien 2004 è stata la 21ª edizione della massima serie del campionato norvegese femminile di calcio. La competizione, organizzata dalla federcalcio norvegese (Norges Fotballforbund - NFF) è iniziata il 17 aprile ed è terminata il 30 ottobre 2004. Il campionato è stato vinto dal Røa per la prima volta nella sua storia sportiva, classificatosi con un solo punto di distacco sull'inseguitrice Trondheims-Ørn, mentre la classifica delle marcatrici vede primeggiare l'australiana naturalizzata inglese Kristy Moore, del Fløya, con 20 reti.

## Stagione

### Novità
Dalla Toppserien 2003 sono retrocesse il Liungen e il Larvik, classificatesi al nono e decimo posto, mentre dalla 1. divisjon 2003 erano stati promossi il Sandviken e il Medkila, rispettivamente primo e secondo in classifica.

### Formula
Le 10 squadre partecipanti si affrontavano in un girone all'italiana con partite di andata e ritorno per un totale di 18 giornate. La squadra campione di Norvegia aveva il diritto di partecipare alla UEFA Women's Cup 2005-2006 partendo dai sedicesimi di finale.

## Squadre partecipanti
| Club           | Città      | Stadio                 | Stagione 2003           |
| -------------- | ---------- | ---------------------- | ----------------------- |
| Arna-Bjørnar   | Arna       | Arna Idrettspark       | 6º posto in Toppserien  |
| Asker          | Asker      | Føyka Stadion          | 3º posto in Toppserien  |
| Fløya          | Tromsø     | Fløyabanen             | 5º posto in Toppserien  |
| Klepp          | Klepp      | Klepp Stadion          | 8º posto in Toppserien  |
| Kolbotn        | Kolbotn    | Sofiemyr Stadion       | 2º posto in Toppserien  |
| Medkila        | Harstad    | ???                    | 2º posto in 1. divisjon |
| Røa            | Oslo       | Røa Kunstgress         | 4º posto in Toppserien  |
| Sandviken      | Sandviken  | Stemmemyren Kunstgress | 1º posto in 1. divisjon |
| Team Strømmen  | Lillestrøm | LSK-hallen             | 7º posto in Toppserien  |
| Trondheims-Ørn | Trondheim  | Ranheim Arena          | Campione di Norvegia    |

## Classifica finale
|  | Pos. | Squadra        | Pt | G  | V  | N | P  | GF | GS | DR  |
|  | ---- | -------------- | -- | -- | -- | - | -- | -- | -- | --- |
|  | 1.   | Røa            | 44 | 18 | 14 | 2 | 2  | 39 | 9  | +30 |
|  | 2.   | Trondheims-Ørn | 43 | 18 | 13 | 4 | 1  | 46 | 18 | +28 |
|  | 3.   | Fløya          | 33 | 18 | 10 | 3 | 5  | 47 | 22 | +25 |
|  | 4.   | Asker          | 31 | 18 | 9  | 4 | 5  | 37 | 23 | +14 |
|  | 5.   | Kolbotn        | 28 | 18 | 9  | 1 | 8  | 51 | 34 | +17 |
|  | 6.   | Team Strømmen  | 23 | 18 | 7  | 2 | 9  | 36 | 39 | −3  |
|  | 7.   | Sandviken      | 18 | 18 | 4  | 6 | 8  | 23 | 44 | −21 |
|  | 8.   | Klepp          | 17 | 18 | 5  | 2 | 11 | 26 | 40 | −14 |
|  | 9.   | Arna-Bjørnar   | 13 | 18 | 4  | 1 | 13 | 31 | 54 | −23 |
|  | 10.  | Medkila        | 7  | 18 | 2  | 1 | 15 | 12 | 65 | −53 |

Legenda:
      Campione di Norvegia e ammessa alla UEFA Women's Cup 2005-2006
      Retrocessa in 1. divisjon 2005
Note:
Tre punti a vittoria, uno a pareggio, zero a sconfitta.
La classifica viene stilata secondo i seguenti criteri:
- Punti conquistati
- Differenza reti generale
- Reti totali realizzate
- Punti conquistati negli scontri diretti
- Differenza reti negli scontri diretti
- Reti realizzate in trasferta negli scontri diretti (solo tra due squadre)
- Reti realizzate negli scontri diretti
- play-off (solo per decidere la squadra campione, l'ammissione agli spareggi e le retrocessioni).

## Statistiche

### Classifica marcatrici
| Gol |  |  | Giocatore                   | Squadra        |
| --- |  |  | --------------------------- | -------------- |
| 20  |  |  | Kristy Moore                | Fløya          |
| 17  |  |  | Elene Moseby                | Trondheims-Ørn |
| 17  |  |  | Ragnhild Gulbrandsen        | Trondheims-Ørn |
| 12  |  |  | Tonje Hansen                | Kolbotn        |
| 11  |  |  | Lindy Melissa Wiik          | Asker          |
| 10  |  |  | Solveig Gulbrandsen         | Kolbotn        |
| 9   |  |  | Ingrid Camilla Fosse Sæthre | Arna-Bjørnar   |
| 9   |  |  | Kjersti Thun                | Asker          |
| 9   |  |  | Tone Heimlund               | Fløya          |
| 9   |  |  | Siv Elin Byberg             | Klepp          |
| 8   |  |  | Heidi Pedersen              | Trondheims-Ørn |